# Jiří Žák
Jiří Žák (geboren 11. November 1917 in Budweis, Österreich-Ungarn; gestorben 29. Januar 1986 in Hamburg) war ein tschechischer Journalist und Schriftsteller. Žák war mehr als fünf Jahre in deutschen Konzentrationslagern inhaftiert.

## Leben
Jiří Žák besuchte in Pilsen das Gymnasium und die Handelsschule und begann früh zu schreiben, schon 1932 wurde ein Band Kurzgeschichten gedruckt. Er trat um 1935 in die kommunistische Partei KSČ ein. Die stalinistischen Säuberungen in der Sowjetunion wirkten sich auch auf die übrigen kommunistischen Parteien im Europa aus und führten dazu, dass er 1938 aus der KSČ ausgeschlossen wurde.
Žák wurde nach der deutschen Okkupation der Tschechoslowakei im März 1939 im April 1939 von der Besatzungsmacht verhaftet und kam in das KZ Dachau und von dort im September 1939 in das KZ Buchenwald. Žák arbeitete im Lager Buchenwald unter einem Kapo in der Schreibstube. Jorge Semprún berichtet in seinen Erinnerungen, dass Žák im Lager Buchenwald Jazzmusik organisiert habe: „Jiří Zaks persönliche Leidenschaft war der Jazz.“
Nach der Befreiung ging er zurück nach Pilsen, arbeitete als freier Journalist und wurde 1945 Werbebeauftragter für die gesamte kommunistische Presse der Tschechoslowakei. 1947 wurde er in Prag Chefredakteur der vom Zentralkomitee der KPTsch herausgegebenen Sonntagszeitung „Nedělní noviny“ bzw. „Haló – Nedělní noviny“, später der ebenfalls durch die Partei herausgegebenen Sonntagszeitung „Květy“. 1952 wurde er aus politischen Gründen entlassen und aus der Kommunistischen Partei ausgeschlossen. Er arbeitete eine Zeit als Bauhilfsarbeiter, was ihm nach der erlittenen KZ-Haft allerdings gesundheitlich schwer fiel. Er schrieb dann wieder als freier Journalist, teilweise unter Pseudonym.
Žák übersetzte unter anderem Bruno Apitz’ Roman Nackt unter Wölfen ins Tschechische und von Maximilian Scheer Fahrt an den Rhein. Er schrieb eine Biografie über Wernher von Braun.
Im Prager Frühling 1968 wurde er wieder in die KSČ aufgenommen. Als Semprún ihn im Frühjahr 1969 in Prag wiedertraf, gehörte er zu denen, die sich nach dem Einmarsch der Warschauer-Pakt-Staaten noch nicht für das Exil entschieden hatten. Nach einem Treffen der ehemaligen Buchenwaldhäftlinge blieb er 1969 in der Bundesrepublik Deutschland und arbeitete bis 1982 in Hamburg in der Schlussredaktion der Illustrierten Stern.

## Schriften (Auswahl)
- Deset posledních dnů: Buchenwald. Pilsen, Volnost, 1945
- Dvě cesty v Německu. Svoboda, Prag 1948
- Brána je znovu otevřena: německý lid na nových cestách. Rudé Právo, Prag 1949
- Konec komisaře Gaslera: vyprávění. Svobodné Slovo, Prag 1961
- … a pozdravuj u nás doma. Pilsen, 1961
- Úžasný chlapík. Nakladatelství politické literatury, Prag 1962 [über Wernher von Braun]
- Schůzka před Samsonem: budějovický fejeton. Krajské nakladatelství, Budweis 1963
- Buchenwald varuje: Dokumenty, vzpomínky, svědectví. [Red.: Walter Bartel u. a. Aus dem deutschen Original übersetzt von Jaroslav Strnad und Jiří Žák. Für die tschechische Ausgabe bearbeitet und ergänzt von Jiří Žák]. Nakladatelství politické literatury, Praha 1964
- S pětilistou růží v knoflíkové dírce. Pilsen, 1964
- Žíznivý. Svobodné slovo, Prag 1964
- Zázrak za rohem. Svoboda, Prag 1967
- Vstupné se nevrací. Kolportážní novela. Práce, Prag 1969